# Ampelisca japonica
Ampelisca japonica är en kräftdjursart. Ampelisca japonica ingår i släktet Ampelisca och familjen Ampeliscidae. Inga underarter finns listade i Catalogue of Life.